# ريتشارد روث (صحفي)
ريتشارد روث (بالإنجليزية: Richard Roth)‏ هو صحفي أمريكي، ولد في 1955 في نيويورك في الولايات المتحدة.